# Партс, Карл Эвердович
Карл Эвердович Партс (5 июня 1873 волость Arula (ныне Отепя) — 5 декабря 1940, Тарту) — эстонский общественный деятель, правовед, в течение долгого времени председатель Верховного суда Эстонии.

## Биография

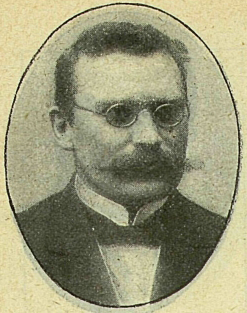
К.Э. Партс

Родился в семье крестьянина, имевшего собственную ферму. Он учился в престижной гимназии Треффнера в Тарту. В 1896 окончил   юридический факультет Юрьевского университета. Помощник присяжного поверенного. В 1898-1907 годах председатель Верхнего крестьянского суда в Юрьеве и Выру. Товарищ (заместитель) председателя Юрьевского земледельческого общества. Председатель Совета Юрьевского общества взаимного кредита. Член Конституционно-демократической партии. В 1907 году вошёл в состав Национальной эстонской прогрессивной партии (et:Eesti Rahvameelne Eduerakond). В 1907 совладелец недвижимости (около 12 тысяч рублей). Позднее владел гостиницей Ливония в Тарту.
6 февраля 1907 избран в Государственную думу II созыва от общего состава выборщиков Лифляндского губернского избирательного собрания. Входил в Конституционно-демократическую фракцию. Член Комиссии о свободе совести.
С 1908-1917 присяжный поверенный  в Тарту.
- В 1906-1920 годах гласный Тартуской городской думы.
- В 1917-1919 Член Эстонской Временной провинциальной ассамблеи, её председатель с 1 февраля по 23 апреля 1919
- 23 апреля по 31 октября 1919 член Учредительного собрания Эстонской республики (Asutav Kogu), член Совета старейшин Учредительного собрания, член Конституционной комиссии.

В 1919 году стал одним из создателей Верховного суда Эстонской Республики (Riigikohus), занимал эту должность до отставки 1 августа 1940 года, вызванной советской оккупацией. Партс также активно участвовал в разработке национального эстонского законодательства. Он сыграл значительную роль в создании эстонской судебной системы и с его именем связано становление эстонской юриспруденции во время его пребывания в должности. В октябре 1933 после референдума о изменениях конституции именно Карл Партс объявил, что изменения конституции приняты.
С 1919 председатель Kaarel части вновь созданного Верховного суда Эстонской Республики.
В июне 1940 года после установления в Эстонии советской власти, независимость судов была отменена, а эстонская судебная разрушена. 1 августа 1940 новые советские руководители страны Партса уволили. Через 4 месяца он умер от воспаления лёгких.

## Общественная активность
Карл Партс был очень активен и состоял во многих общественных организациях:
- Эстонское литературное общество (член Совета директоров 1907-1920, почётный член, 1932)
- Тартуское Юридическое общество (почётный член, 1932)
- Эстонское общество займов и сбережений (Тарту) (Председатель 1902-1903)
- Общество Взаимного кредитования (Тарту) (член совета директоров и председатель с 1905 по 1919 год)
- Ливонская городская ипотечная ассоциация (член правления 1904-1920, Председатель Совета с 1920 по 1923 год)
- Президент (1907-1924), почетный председатель (1924) эстонского общества взаимного страхования от пожара
- Член попечительского совета Эстонского национального музея
- Член правления Фонда М. Варезе (благотворительный фонд)

## Семья
Его жена была танцовщицей Элмерицей (Elmerice) Партс.